# Enrico Solmi
Mons. Enrico Solmi (* 18. července 1956 Spilamberto) je italský římskokatolický duchovní a biskup Parmy.

## Život
Narodil se 18. července 1956 v Spilamberto.
Vstoupil do kněžského semináře v Modeně. Teologické vzdělávání získal na Teologickém institutu v Reggio Emilia. Dne 28. června 1980 byl arcibiskupem Brunem Foresti vysvěcen na kněze a inkardinován do arcidiecéze Modena-Nonantola. Je absolventem doktorského studia morální teologie Papežské akademie Alfonsiana v Římě a bioetiky na Katolické univerzity Nejsvětějšího Srdce.
Stal se profesorem morální teologie Teologického institutu v Reggio Emilia a Vyšším institutu náboženských věd v Modeně. Roku 1991 byl jmenován arcibiskupským delegátem pro pastoraci rodin a roku 1996 ředitelem arcidiecézního úřadu pro pastoraci rodin. Od roku 2005 působil jako biskupský vikář. Byl také farářem v San Felice sul Panaro a ředitelem úřadu pro pastoraci rodin v Církevní oblasti Emilia-Romagna.
Dne 19. ledna 2008 jej papež Benedikt XVI. jmenoval biskupem Parmy. Biskupské svěcení přijal 9. března z rukou arcibiskupa Benita Cocchiho a spolusvětiteli byli arcibiskup Santo Bartolomeo Quadri a biskup Silvio Cesare Bonicelli.